# Антоан Ласал
Антоан Шарл Луј де Ласал (фр. Antoine Charles Louis Comte de Lasalle; 10. мај 1775 – 6. јул 1809) је био француски коњички генерал, учесник Француских револуционарних и Наполеонових ратова. Погинуо је у бици код Ваграма.

## Биографија
Рођен је 1775. године у Мецу. Истакао се са својим ескадроном у бојевима код Виченце 1796. и Равене 1797. године. Код Вилнаделе 1800 године под њим гину три коња. После битке код Јене и Ауерштета 1806. године, гонећи Прусе, са свега 2 коњичка пука заузима Шћећин. Прославио се коњичким јуришем код Медељина у Шпанији. Истакао се у боју код Еслонга. Учествовао је и у бици код Ваграма у којој је и погинуо на челу своје хусарске дивизије.